# Vasudevan Srinivas
Vasudevan Srinivas (Hindi वासुदेवन श्रीनिवास; * 6. Juni 1958 in New Delhi) ist ein indischer Mathematiker, der sich mit Algebraischer Geometrie befasst. Er ist Professor am Tata Institute of Fundamental Research in Mumbai.

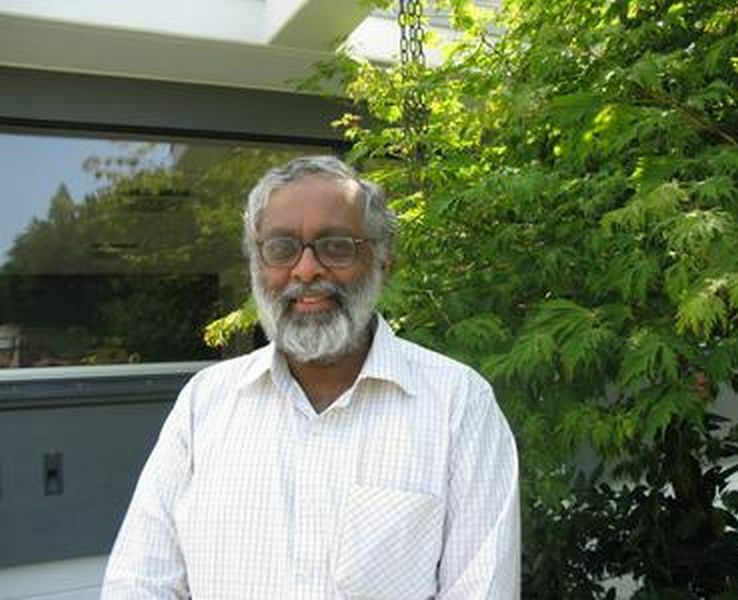
Vasudevan Srinivas, Oberwolfach 2009

Srinivas studierte am St. Joseph´s College der Universität Bangalore mit dem Bachelor-Abschluss 1977 und an der University of Chicago, an der er 1978 seinen Master-Abschluss erhielt und 1982 bei Spencer Bloch promoviert wurde (Zero cycles on a singular surface).  Danach war er am Tata Institut.
Er befasst sich mit algebraischen Zyklen (speziell algebraischen Zyklen auf singulären Varietäten) und algebraischer K-Theorie und mit kommutativer Algebra.
1994 wurde er Fellow der Indian Academy of Sciences. 1987 erhielt er die Indian National Science Academy Medal for Young Scientists, 1995 den B. M. Birla Science Award, 2003 den Shanti Swarup Bhatnagar Prize for Science and Technology und 2008 den Mathematikpreis der Third World Academy of Sciences. Er ist Fellow der American Mathematical Society (2012). Seit 2016 ist Srinivas außerdem Einstein Visiting Fellow an der Berlin Mathematical School.
2010 war er Invited Speaker auf dem Internationalen Mathematikerkongress in Hyderabad (Indien) (Algebraic Cycles on Singular Varieties).
Zu seinen Doktoranden zählt Amalendu Krishna.

## Schriften
- Algebraic K-Theory, 2. Auflage, Birkhäuser 1995
- mit L. Barbieri-Viale: Albanese and Picard 1-Motives, Memoires SMF, Band 87, 2001
- mit A. Krishna: Zero-Cycles and K-Theory on Normal Surfaces, Annals of Mathematics, 156, 2002, 155–195